# South Corning
South Corning és una població dels Estats Units a l'estat de Nova York. Segons el cens del 2000 tenia 1.147 habitants.

## Demografia
Segons el cens del 2000, South Corning tenia 1.147 habitants, 492 habitatges, i 319 famílies. La densitat de població era de 726 habitants per km².
Dels 492 habitatges en un 29,7% hi vivien nens de menys de 18 anys, en un 48,4% hi vivien parelles casades, en un 11% dones solteres, i en un 35% no eren unitats familiars. En el 29,5% dels habitatges hi vivien persones soles el 12% de les quals corresponia a persones de 65 anys o més que vivien soles. El nombre mitjà de persones vivint en cada habitatge era de 2,33 i el nombre mitjà de persones que vivien en cada família era de 2,86.
Per edats la població es repartia de la següent manera: un 23,6% tenia menys de 18 anys, un 6,7% entre 18 i 24, un 30,6% entre 25 i 44, un 21,3% de 45 a 60 i un 17,8% 65 anys o més.
L'edat mediana era de 39 anys. Per cada 100 dones de 18 o més anys hi havia 88 homes.
La renda mediana per habitatge era de 40.455 $ i la renda mediana per família de 48.828 $. Els homes tenien una renda mediana de 33.558 $ mentre que les dones 28.750 $. La renda per capita de la població era de 21.733 $. Entorn del 5% de les famílies i el 7,8% de la població estaven per davall del llindar de pobresa.